# Streljivo od osiromašenog uranija
Streljivo od osiromašenog uranija je oklopnoprobijajuće streljivo čiji projektili sadrže osiromašeni uranij, koji posjeduje manji udio izotopa uranija 234U i 235U nego prirodni uranij. Zbog velike gustoće (18,95 g/cm3) i čvrstoće uranijevih slitina, njegova streljiva razvijaju veliku probojnost oklopa prilikom pogotka u cilj. 
U ratovima u Bosni i Hercegovini, na Kosovu, Afganistanu, Iraku, Srbiji i Crnoj Gori upotrijebljeno je 1,4 milijuna streljiva DU, koje odgovara masi od 400 000 kg.
Uranijevo streljivo sastoji se najvećim dijelom od uranija, slitina s drugim kovinama kao titanij ili molibden. Budući da je uranij korozivan, streljiva su obložena tankim zaštitnim omotačem od drugih kovina. 
Streljivo DU (depleted uranium – osiromašeni uranij) najčešće su KE-Penetratori, koji kroz čistu kinetičku energiju probijaju oklope. Uranij je za ovake vrste namjene svojstven zbog njegove gustoće i zbog osobine da se tako preformira prilikom udara, a da šiljak pri tome opstane. Zbog tog razloga uranijevo streljivo označava se i kao “samooštravajuća”. Dodatni efekt je i u tome što se prilikom zabijanja streljiva u čvrsti cilj može stvoriti uranijevva prašina, koja se u kontaktu sa zrakom spontano zapali. Ovaj efekt predstavlja neku vrstu overkilla (višestrukog uništenja). 
Prema testovima vojske SAD-a 18 – 70 % streljiva DU izgara i oksidira u ektremno male čestice. 120 mm granata stvara 900 – 3400 g uranijove oksidacijske prašine. Ovi aerosoli sastoje se od 50 – 96 % udišnih čestica, a od kojih opet 52 – 83 % se ne mogu u plućima razgraditi, tj. ostaju u njima duže vrijeme. Uranijeva streljiva najčešće nalaze primjenu kod tenkova, automatskih topova kao i krstarećih projektila (cruise missile).

## Osiromašeni uranij
Komercijalno se U-238 koristi u civilnom zrakoplovstvu u izradi zaštitnih oplata zbog visokog zračenja, medicini, pri crpljenju nafte, brodogradnji. 

## Djelovanje
Pored uništavajućeg efekta uranij je opasan zbog svoje radioaktivnosti i kemijske otrovnosti. 

### Radioaktivnost
Osiromašeni uranij koji ima specifičnu radioaktivnost  od cca. 15 Bq/mg (+ dodatno još cca. 25 Bq/mg od raspadajućih čestica) slabo je radioaktivan. Ipak doza koja duže vremenski djeluje može oštetiti DNK i izazvati rak. U plućima čestice mogu izazvati lokalno povećano zračenje upravo kroz alfa zrake. O rezultatitma štetnosti relativno slabog radioaktivnog zračenja postoji nejedinstvo.
Prema znanstvenicima S. Fetteru (Sveučilište Maryland) i F. von Hippelu (Sveučilište Princeton) od jednog streljiva nastane 1 kg aerosola uranijevog oksida. 
Efektivna doza inhaliranog osiromašenog uranija, koji je nastao obogaćivanjem prirodnoog uranija, iznos 119 mSv po gramu uranija, stoji u info brošuri WISE-Uranprojekt. Prosječno pozadinsko zračenje u prirodi je cca. 2,4 mSv godišnje. 0,02 g aerosola uranijevog oksida odgovara količini pozadinskog godišnjeg zračenja.

### Kemijsko djelovanje
Uranij djeluje kemijski kao i ostali teški metali i šteti kao otrov razmjeni materije unutarnjih organa, posebno bubrega. Kemijska otrovnost od posebnog je značenja u prvim tjednima nakon zagađenja većim količinama urana.

### Posljedice
Nedirnuto streljivo ne predstavlja nikakvu opasnost, jer metalni mantil oko nje sprječava toksično djelovanje oko njega. Glavna kritična točka je da se prilikom zabijanja streljiva u čvrsti cilj stvara aerosol čestica od finog uranija i uranijevog oksida koje može duboko dospjeti u dišne puteve ili prehranom u krv. Najveći dio čestica (90 %) biva prema podacima WHO-a u roku par dana odstranjen iz krvi, a 98 % uranija koji je dospio hranom organizam odstrani, a da ne dospije u krvne putove. Međutim, nerazgrađene čestice mogu se do 8 godina nastaniti u plućima i tamo izazvati lokalno povećano zračenje.
Što se tiče količine uranijove prašine, važno je spomenuti da samo oko 10 % od 20-mm-og i 30 mm-og streljiva koje se ispuca iz avionskih topova svoj cilj i pogodi. 90 % uranijskog streljiva završi u zemlji i ne stvara aerosole. Stoga je potrebno količinu uranijskoga streljiva usporediti s vjerojatnosti pogodaka i prosječnom količinom korištenog uranija prilikom pogotka u čvrsti cilj, da bi se dobila količina nastalog uranijevog oksida. Dodatni problem je u tome, da količina aerosola jako varira od brzine ispucanog projektila i kuta pod kojim se zabije u čvrsti cilj.
Potencijalnu opasnost predstavljaju i projektili u zemlji koji u roku od 5 do 10 godina potpuno korodiraju i tako uranijem zagađuju vode. Krajem 2000. godine provedena mjerenja od IAEA u bivšoj Jugoslaviji, pokazala su minimalno povećanje koncentracije uranija u vodama u usporedbi s prirodnim vrijednostima. 2003. godine prema izvještaju UNEPA-a (United Nations Environment Programme), pronađen je u Bosni i Hercegovini osiromašeni uranij u zraku, vodi za piće i u zemlji. S tim u svezi preoporučuje se višegodišnji nadzor uzimanjem uzoraka vode, a u međuvremenu upotreba drugih izvora vode.

### Studije
O stvarnom rasponu opasnosti postoji nejedinstvo. Protivnici ovog streljiva, kao organizacija “Liječnici za sprječavanje nuklearnog rata” upozoravaju, da uranijsko streljivo izaziva karcinome, deformitete i posljedice kao što je “Sindrom Zaljevskog rata”. Prema njima, statistike prikazuju osjetan rast oboljenja kože i pluća u ratom zahvaćenim područjima. 
Poslije 1995. godine irački liječnici utvrdili su povećanje porasta leukemije i deformiteta kod djece. U bolnici “Majka-dijete” u Basri provedena je istraga. Ona je dosada jedina studija provedena na ljudima. Prema njoj, broj novooboljelih od karcinoma po godini na 100 000 djece se u periodu od 1993. – 2001. u usporedbi s 1990. učetverostručio (s 27 na 100 slučaja). Porast deformiteta kod djece porastao je za pet puta (s 3,04 slučaja na 1000 rođenja 1990. na 17,6 slučaja na 1000 rođenja 2000. godine. Osim toga, utvrđeno je, da je najveći broj oboljele djece od očeva koji su sudjelovali u ratu 1991. godine i preživjeli ga. Dr. Mike Repacholi, WHO ekspert, mišljenja je da su karcinomi posljedice kod djece prema procjenama 10 – 20 puta veće nego kod odraslih. 
Broj oboljelih od karcinoma i kod odraslih također je snažno porastao. S 11 novih oboljenja na 100 000 ljudi u godini 1988. na 123 nova oboljenja na 100 000 u godini 2002.
Znanstvenici Britanske akademije znanosti su mišljenja (Izvještaj iz ožujka 2002. g.), da uporaba streljiva od osiromašenog uranija izaziva dugotrajne posljedice za čovjeka i okoliš. Vojnici i civili koji su udisali zagađenu prašinu ili konzumirali kontaminiranu vodu, mogu imati zdravstvene probleme s bubrezima. Ista komisija je u svom prethodnom izvještaju u svibnju 2001. g. naznačila i opasnost od karcinoma pluća, prije svega kod vojnika koji su bili pogođeni u vozilu od jednog takvog projektila i kod osoba koje su čistile kontaminirana vozila. Također zagađeno tlo predstavlja značajan problem, posebno za djecu u igri, mišljenja su znanstvenici.
Zbog povećanog broja oboljenja karcinoma vojnika NATO-a i drugih snaga, koji su bili stacionirani u bivšoj Jugoslaviji, pojavio se krajem prosinca 2000. g. pojam “Balkanski sindrom”. Među najvećim brojem smrtnih slučajeva su vojnici iz Italije, Belgije, Španjolske, Portugala… Većina zemalja provela je svoje vlastite studije s ciljem utvrđivanja povezanosti oboljenja i smrtnosti s vojnom službom.

### Zaljevski rat 1991.
Prema podatcima organizacije WISE (World Information Service on Energy)  iz 1999. g. u prvom Zaljevskom ratu od 17. siječnja - 28. veljače 1991. godine ispucano je 851 000 streljiva iz zrakoplova tipa A-10 i 8B-Harrier i najmanje 9600 streljiva iz tenkova M1/M1A1 i dr. Prema toj studiji ukupno je upotrijebljeno 324,6 tona osiromašenog uranija. 
Drugi izvori (V.Zajić 1999.) navode još veće brojeve, tj. 940 000 malokalibarskog streljiva iz borbenih zrakoplova i 14 000 velikokalibarskih streljiva iz tenkova.

### Istraživanje u BiH
Uranijsko streljivo u ratu u Bosni i Hercegovini upotrijebljena je protiv snaga Vojske RS 5. kolovoza 1994. i 22. rujna 1994. kao i u razdoblju od 20. kolovoza 1995. do 14. rujna 2005. Ukupno je ispucano oko 10 800 komada streljiva, što odgovara oko 2,9 tona uranija. Tek 1999. SAD su službeno priznali upotrebu tog streljiva u Bosni i Hercegovini.

#### Kratak sadržaj provedenog istraživanja
Istraživanje misije UNEP-a (Program UN-a za zaštitu okoliša) u Bosni i Hercegovini provedeno je na lokacijama u Hadžićima, Lukavici, brdu kod Bjelugovića, Han Pijesku, Pale, plato na Bjelašnici, Vogošći, Ustikolini, Kalinoviku i Foči, u periodu od 12. – 24. listopada 2002. g. Od 14 istraženih lokacija, na 3 je detektirana je prisutnost osiromašenog uranija u zemljištu u kojima je pronađeno skoro 300 točaka kontaminacije. Zbog prisutnosti mina na nekim lokacijama, istraživanje je bilo ograničeno.
Najveći dio kontaminacije tla pronađen je na gornjih 0 – 10 cm. Sveukupno je pronađeno oko 10 radioaktivnih zrna, dvije košuljice i nekoliko desetina fragmenata. Mjerenja su pokazala da je još 100 zrna prisutno skriveno u zemlji. Radiokemijske analize su potvrdile prisutnost plutonija i neptunija u radioaktivnim zrnima. Za plutonij, koncentracije aktivnosti bile su od 0,0050 do 0,0878 Bq/g po radioaktivnom zrnu, dok je koncentracija u slučaju neptunija bila niska, od 0,004 do 0,0162 Bq po gramu. Prema tom izvještaju količina plutonija, neptunija i U-236 nije imala nikakav značajan utjecaj na sveukupnu radioaktivnost radioaktivnih zrna, niti predstavlja opasnost za zdravlje.
Povećanje uranija iz skrivenih radioaktivnih zrna na lokacijama bi moglo biti, prema tom istraživanju, 10 do 100 puta veće od sadržaja prirodnog uranija na prvom metru dubine ispod površine tla.
Od 19 istraženih uzoraka vode s 11 lokacija, koncentracija uranija varirala je od 0,02 do 2,7 mikrograma po litru vode, tj. u okviru normalne koncentracije uranija u vodi za piće. Na jednoj lokaciji (u objektu za popravku tenkova u Hadžićima) utvrđena je kontaminacija podzemnih voda.

#### Oboljenja
Prema drugim izvorima uporaba uranijskoga streljiva u BiH ima za posljedicu povećanja kancerogenih oboljenja. Primjer su stanovnici Hadžića, na koje je palo trećina svih projektila. Prema prilogu njemačkog ljevičarskog dnevnika “taz” od 8. siječnja 2001. godine broj umrlih od raka je dostigao broj od 300 osoba.
"The Independent" od 13. siječnja 2001. citira rukovoditelja VMA-e u Beogradu, Zorana Stankovića, „da se radi o 400 umrlih”. Međutim, nju ne potvrđuje mjesna liječnica, ali govori o desecima umrlih, kaže se u istom prilogu.
Ministar zdravlja Federacije BIH, izjavljuje u siječnju 2001. g. “da je broj kancerogenih oboljenja u zemlji u godini 2000. povećan za 51 % u odnosu na 1999. Dok je broj oboljelih od leukemije povećan je za dvije trećine”. 
Ministar zdravlja RS Željko Rodić 9. siječnja 2001., tvrdi, “da je povećan broj kancerogenih oboljenja u zadnjim godinama, ali da ne postoji znanstveni dokaz da je uzrok tome ispucano uranijsko streljivo.
Prema pisanju talijanskog dnevnika Corriere della serra od 5. travnja 2006., prenoseći godišnje izvješće talijanskog ministarstva obrane upućeno Parlamentu, broj umrlih talijanskih vojnika koji su boravili u BiH i na Kosovu dosegao je 28 osoba a oboljelo ih je 158. U dokumentu se navodi da su povratnici oboljeli od tumora štitnjače, tumora na testisima i od Hodgkinove bolesti. Ispitivanje je do sada provedeno na 65 071 vojnika koji su naizmjenično bili na tom području.

## Povezane teme
- Rat
- Vojska

## Vanjske poveznice
- Zakon o nuklearnoj sigurnosti
- Istraživanje misije UNEP-a (Program UN-a za zaštitu okoliša) u Bosni i Hercegovini, engleski i srpski (cca. 19 str.)  Arhivirana inačica izvorne stranice od 25. veljače 2012. (Wayback Machine)
- Istraživanje misije UNEP-a (Program UN-a za zaštitu okoliša) na Kosovu, engleski  Arhivirana inačica izvorne stranice od 15. ožujka 2006. (Wayback Machine)
- Video reportaža talijanske televizije RAI iz 2003. g. o oboljelom vojniku koji je služio u BiH (18,28 min.)  Arhivirana inačica izvorne stranice od 7. lipnja 2006. (Wayback Machine)
- Prokletstvo »nasljeđa« Pustinjske oluje
- Tablica bombardiranih ciljeva osiromašenim uranijom u BiH, talijanski